# Eupholus schneideri
Eupholus schneideri es una especie de escarabajo del género Eupholus, familia Curculionidae. Fue descrita científicamente por Riedel en 2002.
Habita en Indonesia y Papúa Nueva Guinea.